# Coup Springer

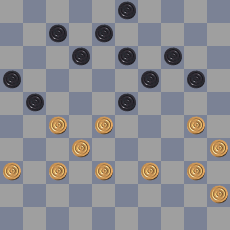
diagram 1

De Coup Springer is een standaardcombinatie die bij het dammen, en dan vooral in een z.g. klassieke partij, een belangrijke rol speelt. De combinatie is genoemd naar de Nederlandse wereldkampioen van 1928, Ben Springer.
In de strijd om de wereldtitel in 1928 versloeg Ben Springer zijn grote Franse concurrent Alfred Molimard nadat hij een mooie lokzet had geplaatst. Voor deze partij had Springer alleen nog maar van Molimard verloren.
Diagram 1. Springer speelde met zwart en zijn laatste zet was (18-23). Een lokzet. De Fransman dacht fraai te kunnen winnen door 34. 30-24?, 20x29; 35. 39-33, ... maar werd toen verrast door de combinatie die later de Coup Springer zou gaan heten. 35..., 3-9!!; 36. 33x24, 19x30; 37. 28x10, 30-34; 38. 40x29, 9-14; 39. 10x19, 13x22 en zwart won.